# A nagy Vörös Sárkány
A nagy Vörös Sárkány, alcíme: Marco Polo a Vörös sárkány ellen (eredeti cím: Marco Polo Junior Versus the Red Dragon) 1972-ben bemutatott ausztrál rajzfilm, melynek rendezője és producere Eric Porter.
Ausztráliában 1972 decemberében, Amerikában 1973. április 12-én mutatták be a mozikban, Magyarországon 1991-ben adták ki VHS-en.

## Szereplők
| Szereplő             | Eredeti hang | Magyar hang         |
| -------------------- | ------------ | ------------------- |
| Marco Polo Junior    | Bobby Rydell | Bolba Tamás         |
| A gyáva dinoszaurusz | Arnold Stang | Beregi Péter        |
| Hercegnő             | Corie Sims   | Nyírő Bea           |
| Vörös Sárkány        | Kevin Golsby | Gruber Hugó         |
| Guru                 | Larry Best   | Pusztai Péter       |
| Sandy, a sirály      | N/A          | Papp Ágnes          |
| Marco nagyapja       | N/A          | Kun Vilmos          |
| Wong Wei             | N/A          | Kránitz Lajos       |
| Lo Fat               | N/A          | Juhász Tóth Frigyes |
| Kengu                | N/A          | Gyürki István       |
| Félszemű matróz      | N/A          | Gyürki István       |
| Hajóskapitány        | N/A          | Tolnai Miklós       |
| Katona #1            | N/A          | Tolnai Miklós       |
| A láng hangja        | N/A          | Kristóf Tibor       |
| Mr. Gilvani          | N/A          | Kenderesi Tibor     |
| Bajuszos matróz      | N/A          | Bor Zoltán          |
| Alacsony matróz      | N/A          | Horkai János        |
| Őszhajú matróz       | N/A          | Csurka László       |
| Katona #2            | N/A          | Rosta Sándor        |
| Matróz               | N/A          | Varga T. József     |

További magyar hangok: Gyürki István, Huszár László, Juhász Jácint, Melis Gábor